# Référendum mexicain de 2021
Le référendum mexicain de 2021 a lieu le 1er aout 2021 afin de proposer à la population du Mexique de se prononcer sur un projet visant à rendre passibles de poursuites pour corruption les anciens présidents, qui bénéficient jusque là d'une immunité pour les faits accomplis au cours de leur mandat. 
Le projet, porté par le président en exercice Andrés Manuel López Obrador, est voté à une écrasante majorité. Le taux de participation très faible en invalide cependant le résultat, faute d'avoir atteint le quorum de 40 % requis

## Objet

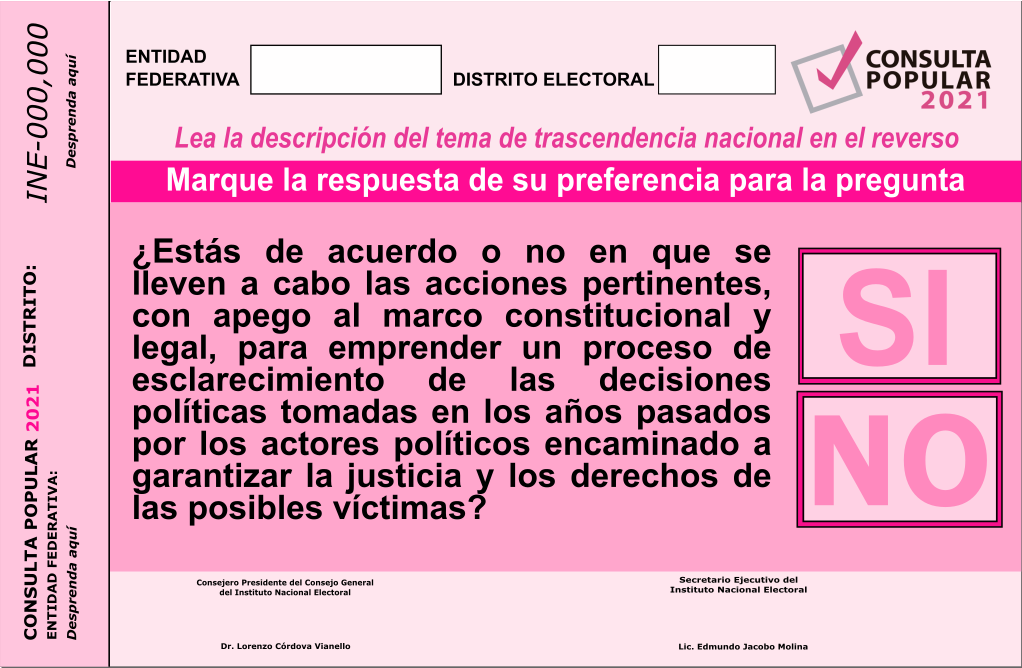
Bulletin de vote utilisé

L'article 108 de la Constitution mexicaine de 1917 dispose que « Le Président de la République, pendant son mandat, ne peut être accusé que de trahison et de crimes graves de droit commun ». Par le passé, seul Luis Echeverría a fait l'objet de poursuites après son mandat, l'ancien président de 1970 à 1976 ayant été poursuivi en 2006 pour génocide pour son rôle dans les massacres de Tlatelolco et de Corpus Christi pour lesquels il plaide coupable, avant d'être blanchi en 2009,.
En 2020, le président Andrés Manuel López Obrador entreprend de faire mettre à référendum la question de la responsabilité judiciaire des présidents sortants. Initialement prévu pour le 6 juin 2021, en même temps que les élections législatives, le référendum est finalement organisé le 1er aout,.

La question posée est la suivante : 
« Estás de acuerdo o no en que se lleven a cabo las acciones pertinentes, con apego al marco constitucional y legal, para emprender un proceso de esclarecimiento de las decisiones políticas tomadas en los años pasados por los actores políticos encaminado a garantizar la justicia y los derechos de las posibles víctimas? »
« Êtes-vous d’accord ou non pour que des actions pertinentes soient menées, conformément au cadre constitutionnel et légal, pour entreprendre un processus de clarification des décisions politiques prises ces dernières années par les acteurs politiques, visant à garantir la justice et les droits des victimes potentielles ? »
La question posée fait l'objet de critiques quant à sa complexité et son caractère vague. 
En accord avec la loi électorale, le résultat du référendum n'est valide que si la participation dépasse le quorum de 40 % des inscrits.

## Résultat
| Choix                     | Votes      | %     |
| ------------------------- | ---------- | ----- |
| Pour                      | 6 511 385  | 98,44 |
| Contre                    | 102 945    | 1,56  |
|                           |            |       |
| Votes valides             | 6 614 330  | 99,27 |
| Votes blancs et invalides | 48 878     | 0,73  |
| Total                     | 6 663 208  | 100   |
| Abstention                | 87 008 489 | 92,89 |
| Inscrits/Participation    | 93 671 697 | 7,11  |
| Quorum de participation   | 40 %       | 40 %  |

## Conséquences
Malgré une très large majorité de votes en faveur du projet, le référendum est invalidé par sa très faible participation. Avec à peine plus de 7 % des inscrits, cette dernière échoue de loin à franchir le quorum de 40 % requis.